# Nelson Jair Cardona Ramírez
Nelson Jair Cardona Ramírez (Norcasia, Departamento de Caldas, Colômbia, 18 de janeiro de 1969) é um clérigo colombiano e bispo católico romano de San José del Guaviare.
Nelson Jair Cardona Ramírez recebeu o Sacramento da Ordem em 12 de dezembro de 1992 do Bispo de La Dorada-Guaduas, D. Fabio Betancur Tirado. De 1993 a 1995 foi delegado para a pastoral juvenil na diocese de La Dorada-Guadua e nos anos seguintes trabalhou como pároco e professor no seminário diocesano. Antes de ser nomeado bispo, foi também membro do Conselho de Sacerdotes da Diocese de La Dorada-Guaduas.
Em 7 de maio de 2016, o Papa Francisco o nomeou Bispo de San José del Guaviare. O Bispo de La Dorada-Guaduas, Oscar Aníbal Salazar Gómez, o consagrou em 18 de junho do mesmo ano; Co-consagrantes foram o Arcebispo de Villavicencio, Óscar Urbina Ortega, e o Núncio Apostólico na Colômbia, Arcebispo Ettore Balestrero. A posse ocorreu em 9 de julho de 2016.
Em março de 2021, durante os confrontos entre militares colombianos e rebeldes das FARC-EP, Cardona apelou a ambos os lados para que tivessem em mente os interesses dos jovens. Os rebeldes deveriam parar de recrutar menores enquanto pedia ao lado do governo para mostrar à geração mais jovem melhores perspectivas econômicas e sociais.
Desde 23 de abril de 2022, também administra a vaga Arquidiocese de Villavicencio como Administrador Apostólico.